# Aphthona siamica
Aphthona siamica es un coleóptero de la familia Chrysomelidae. Fue descrita científicamente por primera vez en 2000 por Kimoto.